# Julianabaan
De Julianabaan is een winkelcentrum in de Nederlandse plaats Voorburg. Het winkelcentrum is gelegen aan de Koningin Julianalaan en het Koningin Julianaplein in de wijk Voorburg Midden.
De Julianabaan, oorspronkelijk in de jaren 50 gebouwd, is gedeeltelijk overdekt en bestaat uit ongeveer 35 winkels met gratis parkeerplaatsen. 

## Bereikbaarheid
De Julianabaan is direct te bereiken vanaf de afslag Voorburg aan de A12. Met het openbaar vervoer is de Julianabaan te bereiken met tram 2 en bus 23 van HTM.

## Standbeeld
Aan de buitenrand van het Koningin Julianaplein staat een bronzen ruiterstandbeeld van de Romeinse legeraanvoerder Corbulo, in 1962 gemaakt door Albert Termote.

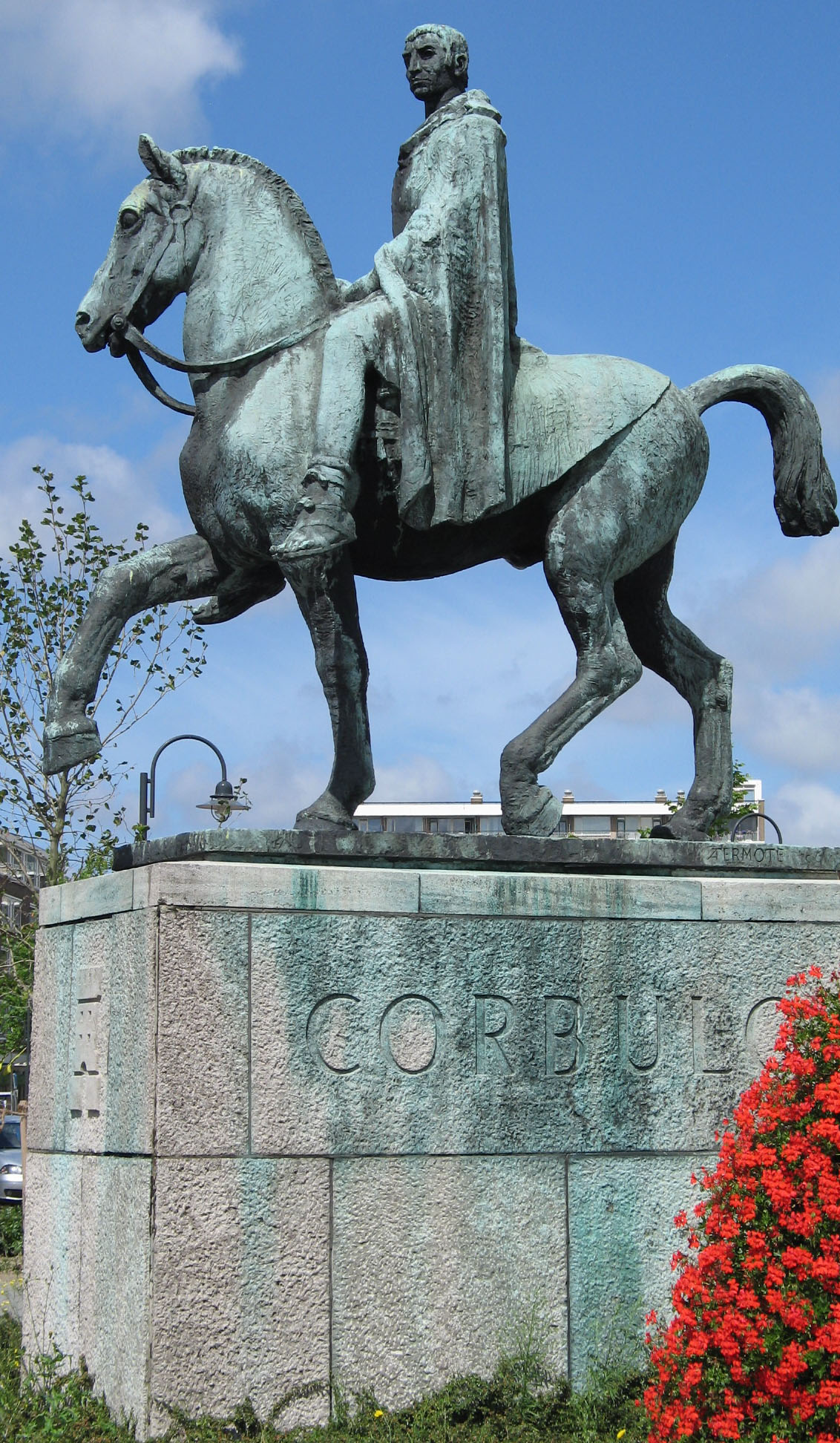
Ruiterstandbeeld van Corbulo, Koningin Julianaplein (Voorburg)